# Саут-Бенд (Вашингтон)
Саут-Бенд (англ. South Bend) — місто (англ. city) в США, в окрузі Пасифік штату Вашингтон. Населення — 1746 осіб (2020).

## Географія
Саут-Бенд розташований за координатами 46°40′12″ пн. ш. 123°48′7″ зх. д. / 46.67000° пн. ш. 123.80194° зх. д. (46.669889, -123.801846).  За даними Бюро перепису населення США в 2010 році місто мало площу 5,19 км², з яких 4,21 км² — суходіл та 0,98 км² — водойми.

### Клімат
Місто знаходиться у зоні, котра характеризується середземноморським кліматом. Найтепліший місяць — серпень із середньою температурою 16.7 °C (62 °F). Найхолодніший місяць — січень, із середньою температурою 3.9 °С (39 °F).
| Клімат Саут-Бенда       | Клімат Саут-Бенда | Клімат Саут-Бенда | Клімат Саут-Бенда | Клімат Саут-Бенда | Клімат Саут-Бенда | Клімат Саут-Бенда | Клімат Саут-Бенда | Клімат Саут-Бенда | Клімат Саут-Бенда | Клімат Саут-Бенда | Клімат Саут-Бенда | Клімат Саут-Бенда | Клімат Саут-Бенда |
| Показник                | Січ.              | Лют.              | Бер.              | Квіт.             | Трав.             | Черв.             | Лип.              | Серп.             | Вер.              | Жовт.             | Лист.             | Груд.             | Рік               |
| Абсолютний максимум, °C | 9,4               | 13                | 16,3              | 20,8              | 25,8              | 30,7              | 36,3              | 34,7              | 29,9              | 22,5              | 13,3              | 7,9               | 36,3              |
| Середній максимум, °C   | 7                 | 10                | 11                | 14                | 17                | 19                | 22                | 22                | 21                | 16                | 11                | 8                 | 15                |
| Середня температура, °C | 3                 | 6                 | 6                 | 8                 | 12                | 14                | 16                | 16                | 15                | 11                | 7                 | 5                 | 10                |
| Середній мінімум, °C    | 1                 | 2                 | 2                 | 3                 | 6                 | 9                 | 10                | 11                | 9                 | 6                 | 3                 | 2                 | 5                 |
| Абсолютний мінімум, °C  | −13,5             | −9,6              | −0,9              | 0,4               | 4,3               | 6                 | 9,7               | 8,1               | 3,3               | −1,3              | −6,9              | −9,7              | −13,5             |
| Норма опадів, мм        | 320               | 260               | 240               | 150               | 80                | 70                | 30                | 50                | 90                | 190               | 290               | 360               | 2180              |
| Днів з опадами          | 22                | 19                | 20                | 17                | 14                | 12                | 7                 | 8                 | 11                | 16                | 21                | 23                | 190               |
| ----------------------- | ----------------- | ----------------- | ----------------- | ----------------- | ----------------- | ----------------- | ----------------- | ----------------- | ----------------- | ----------------- | ----------------- | ----------------- | ----------------- |
| Джерело: Weatherbase    |                   |                   |                   |                   |                   |                   |                   |                   |                   |                   |                   |                   |                   |

## Демографія
Згідно з переписом 2010 року, у місті мешкало 1637 осіб у 684 домогосподарствах у складі 414 родин. Густота населення становила 316 осіб/км².  Було 780 помешкань (150/км²).
Расовий склад населення:
| - 72,2 % — білих - 5,5 % — азіатів - 3,4 % — корінних американців - 0,2 % — чорних або афроамериканців - 13,3 % — осіб інших рас |

До двох чи більше рас належало 5,4 %. Частка іспаномовних становила 19,4 % від усіх жителів.
За віковим діапазоном населення розподілялося таким чином: 22,8 % — особи молодші 18 років, 55,5 % — особи у віці 18—64 років, 21,7 % — особи у віці 65 років та старші. Медіана віку мешканця становила 43,9 року. На 100 осіб жіночої статі у місті припадало 101,4 чоловіків;  на 100 жінок у віці від 18 років та старших — 100,0 чоловіків також старших 18 років.
Середній дохід на одне домашнє господарство  становив 39 679 доларів США (медіана — 30 658), а середній дохід на одну сім'ю — 46 562 долари (медіана — 35 521). Медіана доходів становила 34 911 долар для чоловіків та 25 357 доларів для жінок. За межею бідності перебувало 30,7 % осіб, у тому числі 56,6 % дітей у віці до 18 років та 19,2 % осіб у віці 65 років та старших.
Цивільне працевлаштоване населення становило 605 осіб. Основні галузі зайнятості: виробництво — 31,1 %, освіта, охорона здоров'я та соціальна допомога — 25,6 %, роздрібна торгівля — 9,4 %, сільське господарство, лісництво, риболовля — 8,1 %.